# Minette Donner
Wilhelmina Sofia Charlotta (Minette) Donner, född Munck 1848, död 1922, var en finländsk filantrop. 
Hennes far Johan Reinhold Munck var vice kansler för Kejserliga Alexandersuniversitetet i Helsingfors och hennes mor var Wilhelmina Margareta von Kraemer. Hemmet var ett kulturhem där tidens kulturella och intellektuella elit flockades. Hon förblev länge ogift och verkade som lärare innan hon 1887 gifte sig med professor Otto Donner. Tillsammans fick de barnen Eva, gift Tigerstedt, Harry och Kai Donner.
Minette Donner var aktiv inom kvinnoförbundet Unionen och Martha-rörelsen. Hon var allmän kransbinderska vid Kejserliga Alexandersuniversitetets filosofiska fakultets promotion 1869 och jubelkransbinderska vid promotionen 1919.
Hennes sonson författaren och regissören Jörn Donner har berättat om sin farmors ungdomsromans med orientalisten Karl Eneberg i en bok från 2002.